# Треугольные марки Капской колонии
Треуго́льные ма́рки Ка́пской коло́нии (другие русские названия — «ка́пские треуго́льники», «треуго́лки Мы́са До́брой Наде́жды») — филателистическое название примитивных марок Капской колонии (британская колония Мыс Доброй Надежды) стандартного типа, выпускавшихся в 1853—1864 годах. Это первые почтовые марки на африканском континенте и первые в мире треугольные марки.

## Описание
Номинал — 1 пенни, 4 пенса, 6 пенсов и 1 шиллинг. Эскиз марок был разработан генеральным почтмейстером Чарльзом Беллом, к печати марки подготовил гравёр Уильям Хэмфрис. Марка в 1 пенни — красного цвета, в 4 пенса — синего, в 6 пенсов — лилового, в 1 шиллинг — зелёного; на рисунке марок изображена фигура женщины с обнажённой грудью у корабельного якоря — аллегория надежды.

## История
Идея выпустить в колонии собственные почтовые марки возникла ещё в 1846 году. По этому поводу было издано специальное распоряжение, а лондонская фирма «Перкинс, Бэкон энд Компани» получила заказ на изготовление матриц и печатных форм для марок в 1 пенни и 2 пенса. Однако, по неизвестным причинам, этот заказ был аннулирован. К нему вернулись лишь в августе 1852 года, но уже в изменённом виде: марки должны были иметь треугольную форму. Существует много гипотез, относительно выбора формы для марок. Однако, на самом деле, такая форма была придумана для того, чтобы служащие местной почты — а это были не знавшие иностранных языков туземцы — могли отличить местную корреспонденцию от иностранной с прямоугольными и квадратными марками.
Марки были выпущены 1 сентября 1853 года. Отпечатаны фирмой «Перкинс Бэкон». Находились в обращении до 1 октября 1900 года.
В 1860 году запасы марок подходили к концу, а очередная поставка из Лондона сорвалась. Почтовые власти колонии вынуждены были заказать изготовление партии марок местной фирме «Сол Соломон энд Компани». Фирма изготовила стереотипы марок двух номиналов, деревянную печатную форму, скопировав рисунок. В результате появились выглядевшие довольно кустарно экземпляры, которые первоначально в Великобритании приняли за примитивные фальшивки. Эти марки имели хождение до июня 1861 года. Среди филателистов они получили название «вудблокс» (woodblocks — ксилографическое клише).
- 1863: 1 пенни,
печать De La Rue
- 1861: 4 пенса, «вудблокс»
- 1862: 6 пенсов
- 1858: 1 шиллинг

При печатании этого выпуска был допущен ряд ошибок, резко поднявших филателистическую ценность марок. Так, при сборке печатных форм стереотип четырёпенсовика положили в форму марки в одно пенни и наоборот. Получилась очень редкая ошибка в цвете: марка в 1 пенни синего цвета и марка в 4 пенса красного.
Впервые марки с этой ошибкой были обнаружены основателем знаменитой английской филателистической фирмы Стэнли Гиббонсом в 1863 году. Утверждают, что именно эта находка положила начало филателистической карьере С. Гиббонса, заработавшего на ней солидную по тем временам сумму, эквивалентную более чем 3000 долларов США. Сегодня стоимость этих марок оценивается шестизначными числами.
Ещё одна ошибка была допущена при замене стереотипов двух рядом расположенных четырёхпенсовиков. Вместо того, чтобы соединить треугольники основаниями по типу тет-беш, их состыковали боковыми сторонами. Эта ошибка была обнаружена впервые лишь в 1930 году.
Третий и последний тираж «капских треуголок» был отпечатан на мощностях компании «Де ла Рю» (De La Rue & Co.) в 1863—1864 годах.

## Интересные факты
В 1929 году журнал «Вокруг света» сообщал:
В Южной Африке при перестройке дома на чердаке найден ящик с письмами, и между ними оказалось до 1000 писем с неизвестными треугольниками-марками мыса Доброй Надежды. (Недурная находка! Если это только не «утка», то филателистические находки, как видно, еще не перевелись).